# 1846.
◄ | 18. stoljeće | 19. stoljeće | 20. stoljeće | ►
◄ | 1810-ih | 1820-ih | 1830-ih | 1840-ih | 1850-ih | 1860-ih | 1870-ih | ►
◄◄ | ◄ | 1843. | 1844. | 1845. | 1846. | 1847. | 1848. | 1849. | ► | ►►
Arhitektura • Astronomija • Biologija • Fotografija • Glazba • Kazalište • Kemija • Kiparstvo • Knjige • Književnost • Kršćanstvo • Meteorologija • Medicina • Politika • Pravo • Promet • Slikarstvo • Šport • Znanost • Željeznički promet

## Događaji
- 28. ožujka – U Zagrebu je praizvedena prva hrvatska opera Ljubav i zloba Vatroslava Lisinskog.
- 24. travnja – Počeo je Američko-meksički rat.
- 19. lipnja – Odigrana prva bejzbolska utakmica po konačno reguliranim pravilima igre. Odigrala se u New Jerseyu,

## Rođenja
- 5. siječnja – Mariam Baouardy, palestinska svetica († 1878.)
- 23. travnja – Đuro Pilar, hrvatski geolog († 1893.)
- 29. srpnja – Isabela Brazilska, brazilska plemkinja († 1921.)
- 6. listopada – George Westinghouse, američki izumitelj († 1914.)
- 8. listopada – Josip Fon, hrvatski liječnik († 1899.)
- 9. listopada – Franjo Glad, hrvatski (međimursko-kajkavski) pisac († 1905.)
- 21. listopada – Edmondo De Amicis, talijanski književnik († 1908.)

## Vanjske poveznice
|  | Zajednički poslužitelj ima još gradiva o temi 1846. |